# Ralja (Sopot)
Pour les articles homonymes, voir Ralja.

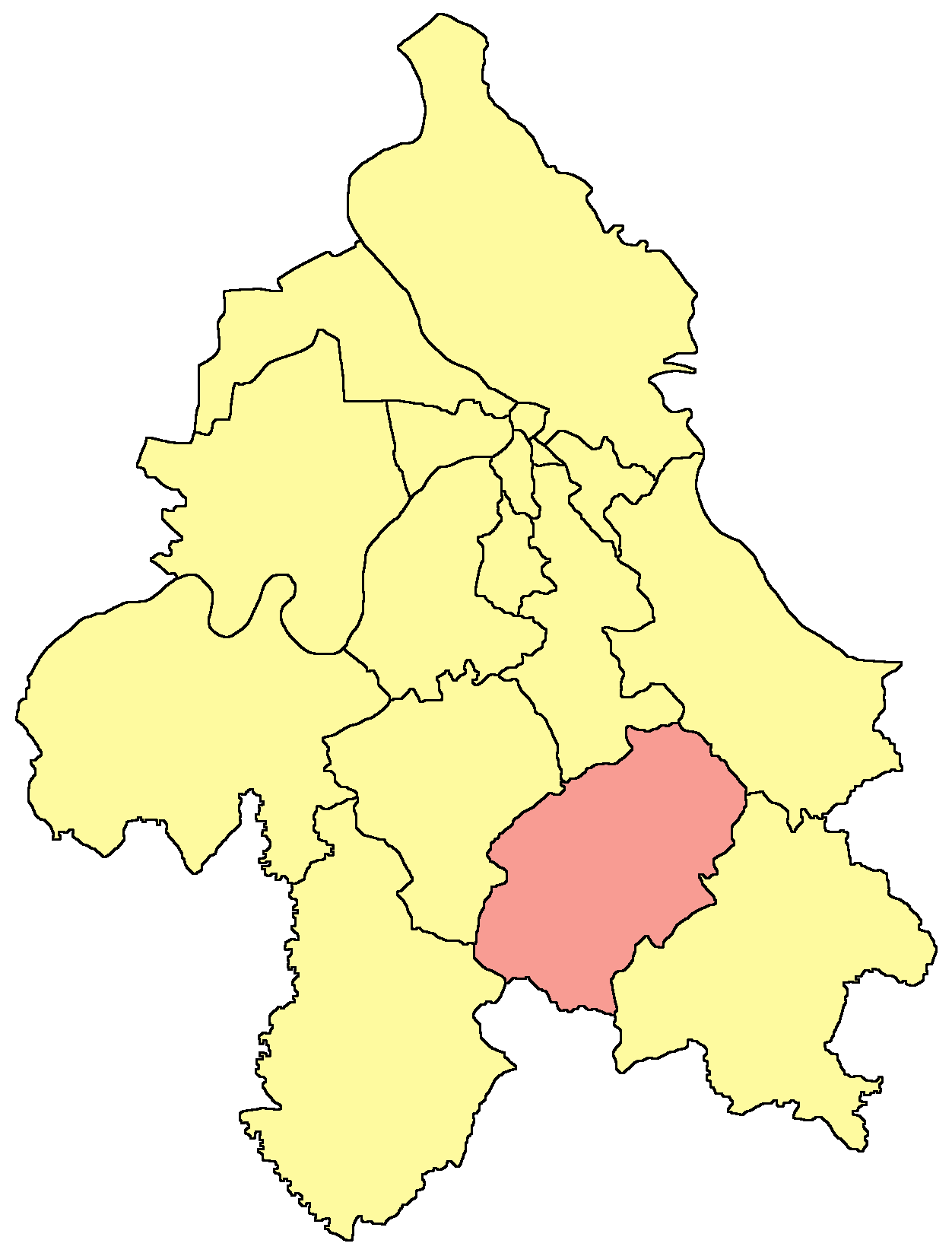
Localisation de la municipalité de Sopot dans la Ville de Belgrade

Ralja (en serbe cyrillique : Раља) est une localité de Serbie située dans la municipalité de Sopot et sur le territoire de la Ville de Belgrade. Au recensement de 2011, elle comptait 2 931 habitants.
Ralja est officiellement classée parmi les villages de Serbie.

## Démographie

### Évolution historique de la population
| 1948 | 1953 | 1961  | 1971  | 1981  | 1991  | 2002  | 2011  |
| ---- | ---- | ----- | ----- | ----- | ----- | ----- | ----- |
| 572  | 941  | 1 311 | 1 665 | 2 250 | 2 580 | 2 858 | 2 931 |

|  |